# Fakelaki
Fakelaki (en griego, Φακελάκι; literalmente ‘sobrecito’) o Fakellaki es un término griego que hace referencia a los sobornos que se esperan regularmente de los ciudadanos griegos para recibir servicios o para agilizarlos. De esta manera, se pasan sumas de dinero guardadas en sobres para asegurarse citas, documentos o permisos. Es una forma de corrupción firmemente enraizada en el día a día y considerada por muchos representativa de un país donde un 30% de la economía es sumergida.
Algunos afirman que con la crisis la corrupción y los fakelaki han descendido.